# Huedin
Huedin (ungerska Bánffyhunyad) är en stad i länet (județ) Cluj i nordvästra Rumänien. Staden har 9 300 invånare.